# فرودگاه یورون
فرودگاه یورون (به انگلیسی: Yoron Airport) یک فرودگاه همگانی با کد یاتا RNJ است که یک باند فرود آسفالت بتن دارد و طول باند آن ۱۲۰۰ متر است. این فرودگاه در کشور  ژاپن قرار دارد .

## شرکت‌های هواپیمایی و مقصدهای پروازی
| شرکت‌های هواپیمایی   | مقصدهای پروازی              |
| ------------------- | --------------------------- |
| Japan Air Commuter  | امامی، کاگوشیما، اوکینورابو |
| Ryukyu Air Commuter | ناها                        |